# Купер, Эл
Эл Ку́пер (англ. Al Kooper, наст. имя: Alan Peter Kuperschmidt; род. 5 февраля 1944) — американский музыкант. Известен среди прочего как лидер групп Blood, Sweat & Tears и The Blues Project, хотя ни с одной из них он в итоге не остался.
Музыкальный сайт AllMusic характеризует Эла Купера как «сессионного музыканта, сочинителя песен и продюсера, человека за кулисами фолк- и рок-ренессанса 1960-х годов» и указывает, что
Эл Купер по праву должен считаться одним из гигантов рока 60-х годов, недалеко отстающим по важности от таких [музыкантов], как Боб Дилан и Пол Саймон. Кроме того, что он был соавтором одной классической поп-роковой песни середины 60-х — «This Diamond Ring», — он был очень хорошо слышимым сессионным музыкантом на некоторых из самых важных записей середины десятилетия, включая «Like a Rolling Stone» Боба Дилана. Купер также вступил в и возглавлял, а затем потерял для себя две крупнейшие группы, Blues Project и Blood, Sweat & Tears. Он играл на двух классических блюз-роковых альбомах со своим другом Майком Блумфилдом. В бытность продюсером на «Коламбии» он подписал контракт с группой из британского вторжения Zombies, которая вскоре завершила работу над своим лучшим альбомом. Кроме того, он открыл группу Lynyrd Skynyrd и спродюсировал их лучшие работы. Вместо этого, в плане общественного признания он низведён к статусу второго ранга, где-то между Джоном Мейоллом и Стивом Уинвудом.

## Биография и карьера
Купер родился в Бруклине, в еврейской семье, вырос в Квинсе, Нью-Йорк. Первой профессиональной его работой как гитариста было сотрудничество с Royal Teens, в 14 лет. В 1960 объединился с Бобом Брассом и Ирвином Левайном, вместе с которыми создали такие хиты, как This Diamond Ring и I Must Be Seeing Things (1965 г.)
Выступал в 1965 году с Бобом Диланом, в частности, играл на органе Хаммонда, затем снова играл с Диланом во время своего мирового турне, 1981 г. В это время Купер познакомился с Майком Блумфилдом и работал с ним несколько лет.
Записывался на многих пластинках для мировых знаменитостей:
- Alice Cooper
- B. B. King
- Cream
- Jimi Hendrix Experience
- Rolling Stones
- The Who

## Дискография
- См. «Al Kooper § Discography» в английском разделе.